# Svečanost visibabe
Svečanost visibabe (češ. Slavnosti sněženek) je češka komedija Jiříja Menzela iz 1984.

## Glumci
- Rudolf Hrušínský - Franc
- Jaromír Hanzlík - Leli
- Josef Somr - Vyhnálek
- Petr Brukner - traktorist Janeček
- Rudolf Hrušínský ml. - traktoristov pomoćnik

## Vanjske poveznice
- Svečanost visibabe u internetskoj bazi filmova IMDb-a